# علي أمير بك
خطاط تركي عاش في (القرن 16). عمل بالبلاط التركي .كتب مخطوطا من (شاهنامه عثمان)للسلطان سليمان القانوني , بمتحف طوبقابو سراى أسطنابول.